# Катарина фон Брауншвайг-Волфенбютел (1518 – 1574)
Катарина фон Брауншвайг-Волфенбютел (на немски: Katharina von Braunschweig-Wolfenbüttel; * 1518, Волфенбютел; † 16 май 1574, Кросен) от род Велфи (Среден Дом Брауншвайг), е принцеса от Брауншвайг-Волфенбютел и чрез женитба маркграфиня на Маркграфство Бранденбург-Кюстрин.

## Живот
Тя е втората дъщеря на херцог Хайнрих II (1489 – 1568) от Брауншвайг-Волфенбютел (1489 – 1568) и Мария фон Вюртемберг (1496 – 1541), дъщеря на граф Хайнрих фон Вюртемберг (1448 – 1519).
Катарина се омъжва на 11 ноември 1537 г. във Волфенбютел за маркграф Йохан фон Бранденбург-Кюстрин (1513 – 1571). От род Хоенцолерн той е единственият маркграф на Маркграфство Бранденбург-Кюстрин от 1535 до 1571 г.
Катарина основава в Дросен (днес Ошно Любушко в Полша) първата аптека и друга в Кюстрин (днес Костшин над Одра в Полша), раздава безплатни медикаменти на нуждаещи. Тя основава тъкачници и мандри, които сама управлява и продава продуктите.
Катарина умира през 1574 г. Нейният гроб е открит през 1999 г. в останките на църква в Костшин над Одра.

## Деца
Катарина и Йохан фон Бранденбург-Кюстрин имат две дъщери:
- Елизабет (1540 – 1578), ∞ 1558 за маркграф Георг Фридрих от Бранденбург-Ансбах (1539 – 1603)
- Катарина (1549 – 1602), ∞ 1570 за курфюрст Йоахим Фридрих от Бранденбург (1546 – 1608).